# トミー・ウィゾー
- トミー・ウィゾー
- トミー・ワイゾー

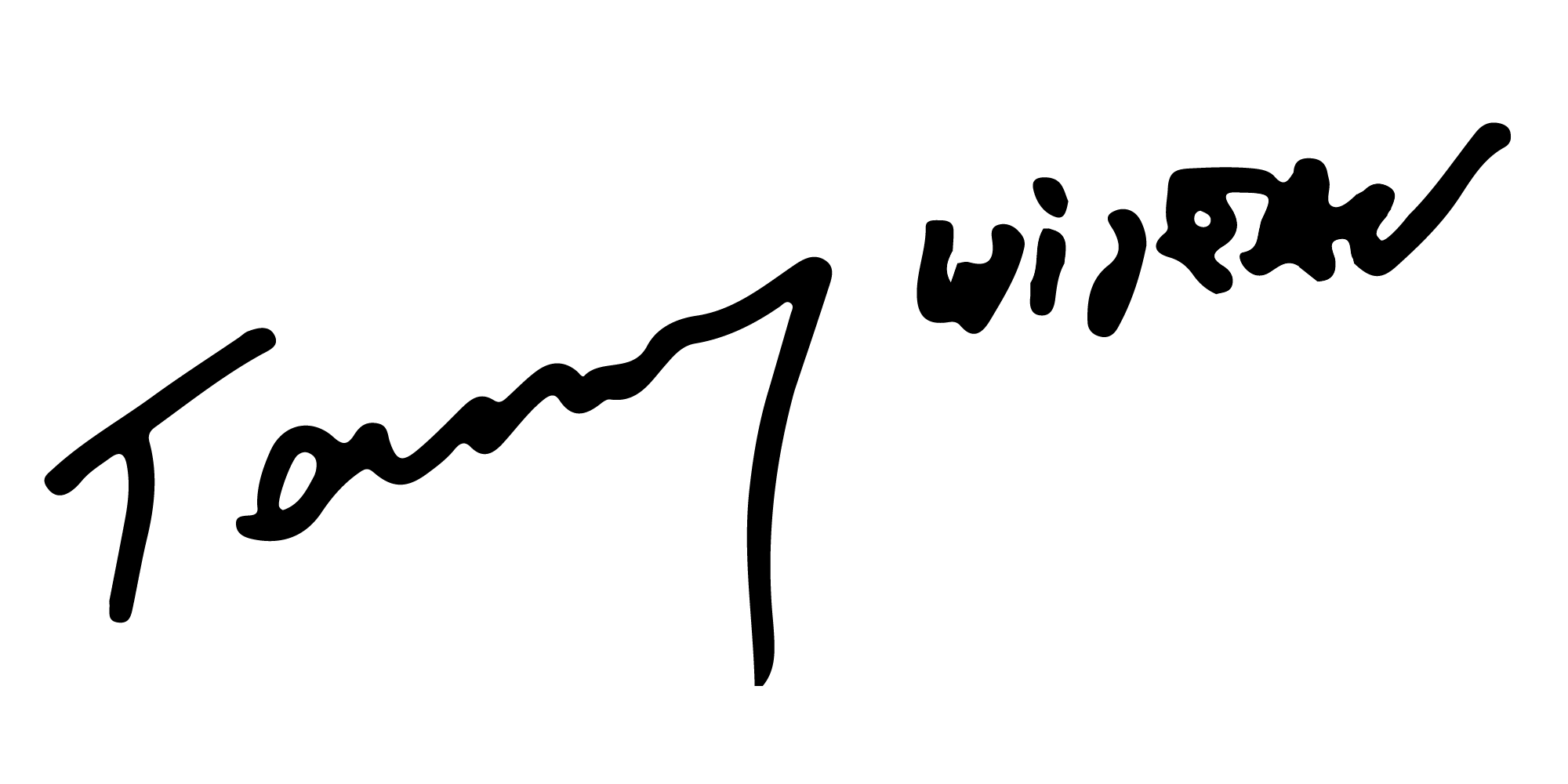
本人のサイン

トミー・ウィゾーないしワイゾー（英: Tommy Wiseau; Thomas P. Wiseau、[wɪˈzoʊ]ないし[ˈwaɪzoʊ])）は、アメリカ合衆国の俳優・映画監督である。2003年の映画『ザ・ルーム』で脚本・制作・監督・主役を務めたが、作品は批評家から史上最悪の映画のひとつと考えられ、カルト映画扱いされている。また2004年のドキュメンタリー『ホームレス・イン・アメリカ』（原題、"Homeless in America"）を共同監督し、2015年にはシットコム『ザ・ネイバーズ』（原題）を制作した。
ウィゾーの私生活は、年齢、収入源、バックグラウンドを含めて未検証だが、ファンの間では激しい憶測と数多くの矛盾した報告が行き交っている。グレッグ・セステロが2013年に刊行したノンフィクション本『ディザスター・アーティスト』"The Disaster Artist: My Life Inside The Room, the Greatest Bad Movie Ever Made"、またこの本を原作として2017年に制作された映画版は、『ザ・ルーム』制作とウィゾーの人生に迫る作品である。

## 幼少期

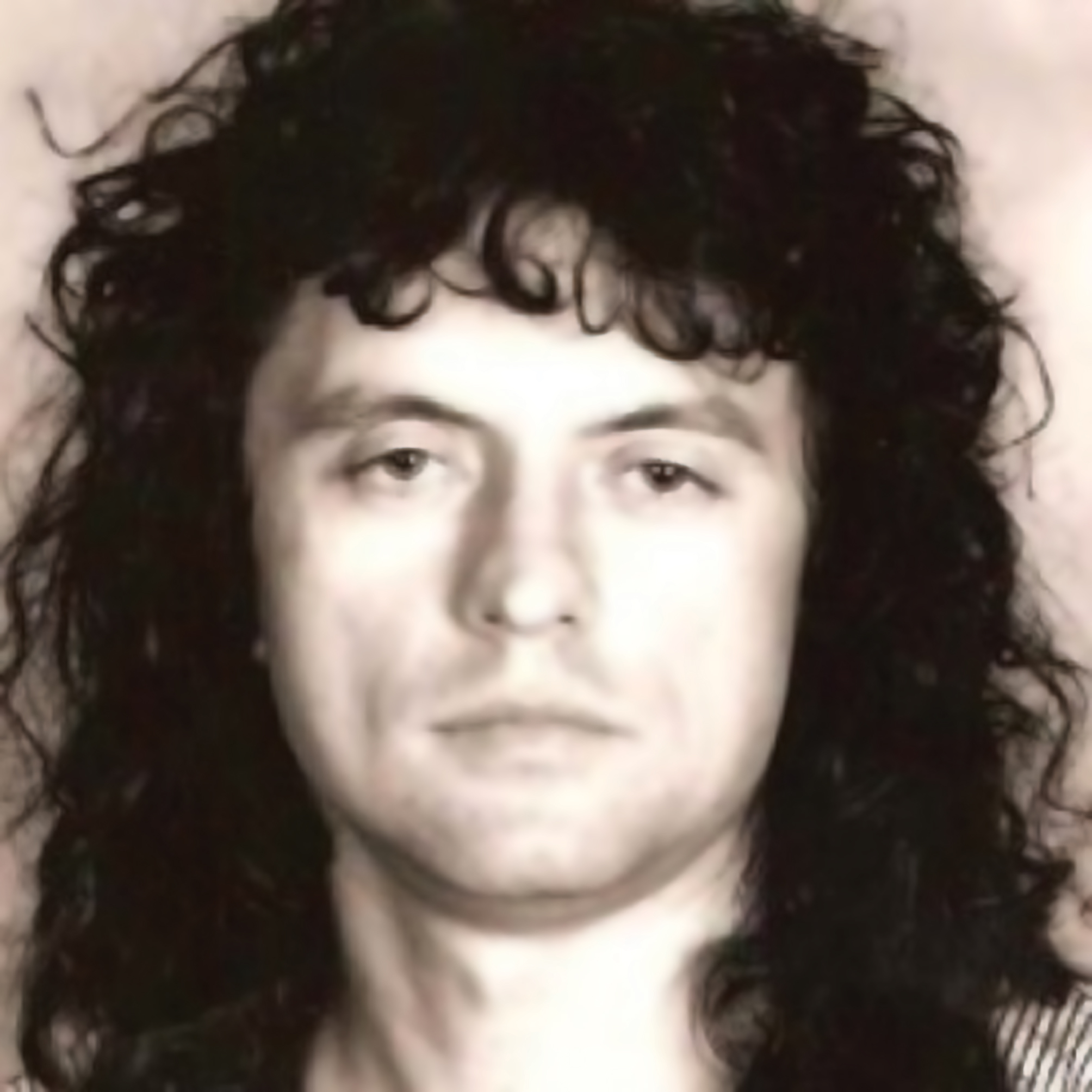
撮影日不明の顔写真

ウィゾーは自身の幼少期を極めて秘匿している。複数のインタビューで「かなり前に」("a long time ago") フランスに住んでいたと語っており、ルイジアナ州ニューオーリンズで育ったと話し、「家族全員」("an entire family") が同州シャルメットに住んでいると述べている。2010年に「Crikey」が行ったインタビューでは、生年について1968年か1969年と仄めかしたが（インタビュー段階で41歳）、友人で『ザ・ルーム』にも出演した
グレッグ・セステロは、2013年の回想記『ディザスター・アーティスト』で、彼の兄弟のガールフレンドが、ウィゾーのアメリカ合衆国への移民ビザのコピーを入手し、彼が主張するより「もっと早く」("much earlier") 生まれていることを突き止め、実際には1950年代の半ばから後半にかけて東側諸国で生まれていたと述べている。
2016年のドキュメンタリー『ルーム・フル・オブ・スプーンズ』で、ウィゾーと長年協力しているリック・ハーパー (Rick Harper) は、ウィゾーの出自を探り、ポーランド人で出生地はポズナンだと主張している。2017年11月にはウィゾーも、「長い話をまとめれば、自分はかつてヨーロッパで育ったのだが、今やアメリカ人だしそれを誇りに思っている」"Long story short, I grew up in Europe a long time ago, but I'm American and very proud of it." と話し、初めて公にヨーロッパ出身であることを認めた。
セステロは回想記『ディザスター・アーティスト』の中で、ウィゾーが自分に「魅力的で悲しく、自己矛盾をはらむ物語」("fantastical, sad, self-contradictory stories") を通じて、若い頃にストラスブールへ移り住んだこと、そこで「ピエール」("Pierre") という名前を付けてレストランの皿洗いとして働いていたことを教えてくれたと述べている。セステロによれば、ウィゾーはホステルでの違法薬物捜査の後不当逮捕され、フランス警察から受けた仕打ちがトラウマとなり、アメリカ合衆国に移住してシャルメットに住んでいたというおじおばと生活したと話していた。この主張が正しいかどうかは未検証である。
セステロ（ウィゾーが一連の事情を話したとされる唯一の情報源）は、ウィゾーはルイジアナ州にある程度住んだ後、カリフォルニア州サンフランシスコへ移住し、フィッシャーマンズワーフ付近で観光客におもちゃを売る露天商として働いていたと述べている。ウィゾーは鳥のおもちゃ（当時ヨーロッパでのみ人気だった）を売っていたことから「バードマン」("The Birdman") という渾名を付けられたが、アメリカ合衆国の市民権を得る際に、フランス語で「鳥」を意味する oiseau という単語の頭を出生名のイニシャルである "W" に替え、「トーマス・ピエール・ウィゾー」(英: Thomas Pierre Wiseau)という名前に改名したのだという。
この頃、ウィゾーはオークランドのラニー・コミュニティ・カレッジで心理学の学位を取ったと主張しており、優等生 (en) として卒業したと主張している。
セステロによれば、ウィゾーはサンフランシスコ・ベイエリアで様々な職に就き、その中にはレストランの給仕助手や病院での仕事が含まれ、また安値で不良品のジーンズを売る「ストリート・ファッションズUSA」("Street Fashions USA") という事業も興していたという。その後次第にサンフランシスコやロサンゼルス近辺で大きな小売りスペースを購入して貸し出すようになり、独立した富を得たと話していたようだ。セステロはウィゾーが事業を通して速やかに富を得たという話には現実味がないと述べている。セステロはまた、『ザ・ルーム』に関与した多くの人々が、映画の製作は組織犯罪の資金洗浄手段のひとつだと考えていたと示唆しているが、セステロ本人はその可能性は低いと考えていると述べている。
ウィゾーはまた、カリフォルニア州で赤信号を無視した車に衝突され、危うく死にかけた交通事故に巻き込まれた上、数週間入院する羽目になったと主張している。セステロはこの事故がウィゾーの人生の転換点であり、この一件の後ウィゾーは、経済的安定を求めて無視し続けていた俳優・監督になるという夢を追い求めはじめたのだと話している。

## キャリア

### 映画作品

#### 影響並びに初期の作品
ウィゾーは『ナバロンの要塞』や『市民ケーン』といった映画に影響を受けていると述べており、また俳優の中ではジェームズ・ディーンやマーロン・ブランドの影響を強く受けている。セステロによれば、ウィゾーのジェームズ・ディーンへの執念はとても過激なもので、しばしばディーンの旧友だった人物が所有するロサンゼルスのレストランを訪れ、『ザ・ルーム』のダイアログには（有名な「リサ、俺を引き裂こうとしているな！」"You are tearing me apart, Lisa!" という嘆きも含め）、『理由なき反抗』からの引用が複数含まれている。ウィゾーはまた、テネシー・ウィリアムズ、オーソン・ウェルズ、エリザベス・テイラー、アルフレッド・ヒッチコックから映画的影響を受けていると述べている。
セステロはウィゾーが1980年代遅くからハリウッドに「入り込もうと」("trying to bust in") していたと語り、ウィゾーと対立していたヴィンセント・チェイス (Vincent Chase) の演技教室に通う姿を写した年代不明のVHSを見せられたと述べている。ウィゾーは1994年頃にチェイスのプログラムに参加していた記録がある。またロサンゼルス・コミュニティ・カレッジの映画クラスに通っていたとの噂もある。
この頃、ウィゾーは学生映画 "Robbery Doesn't Pay"（「泥棒は割に合わない」の意味）を、スーパー8mmフィルムを使ってロサンゼルスのウェストウッドで撮影している。この映画はウィゾー主演ではないが、セステロによれば「オージーが歌う『ブルー・マンデー』に合わせて、車を眺めながら歩いている気取り屋を描いただけ」"just a dude walking around looking at cars to 'Blue Monday' by Orgy." の作品である。

#### 『ザ・ルーム』
ウィゾーの長編映画『ザ・ルーム』は2003年に封切られた。予算は600万ドルで、この出所は未だに陰謀の矛先となっている。作品はウィゾー自身が書いた540頁の未発行小説に基づいている。映画は直ちに批評家から非難され、最終的にはカルト映画の肩書きを得ることになった。観客たちがお気に入りのキャラクターに扮して現れ、スクリーンでの台詞に反応してプラスチック製の食器やサッカーボールを投げつけるという上映会もざらである。このファンイベントは、2010年から2011年にかけて「愛は盲目」国際ツアー ("Love is Blind") として銘打たれ、イギリス、ドイツ、デンマーク、オーストラリア、インドなどで実施された。ウィゾーはこれらのイベントの多くに顔を出し、ファンと写真を撮ったり上映前に観客に挨拶したりしている。
グレッグ・セステロが2013年に書いた同名の回想記を基にした2017年の映画『ディザスター・アーティスト』では、ジェームズ・フランコがウィゾー役を演じ、ゴールデングローブ賞 映画部門 主演男優賞 (ミュージカル・コメディ部門)を獲得した。ジェームズとデイヴ・フランコ（セステロ役）の配役はウィゾーが認めたものだった。ウィゾー本人もポストクレジットシーンでヘンリー役としてカメオ出演している。

#### その後の映画作品（2004年以降）

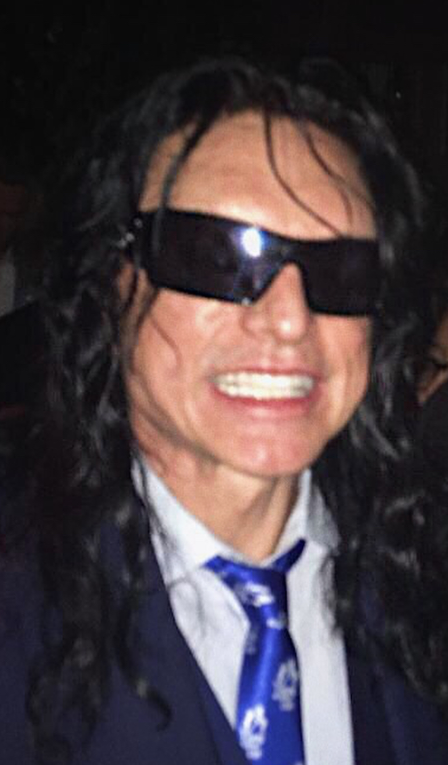
『ディザスター・アーティスト』公開に際して、2017年

2004年、ウィゾーは短編ドキュメンタリー『ホームレス・イン・アメリカ』（原題、"Homeless in America"）を製作し、自ら出演もした。2010年には15分のパロディ・ホラー映画『ザ・ハウス・ザット・ドリップス・ブラッド・オン・アレックス』（原題）で主演した。
2015年9月、ウィゾーは同年に公開された映画『ファンタスティック・フォー』を賞賛しながら、続編の監督をしたいと熱弁を振るった。2015年10月には、カルト映画『サムライ・コップ』（1991年、原題）の続編『サムライ・コップ2：デッドリー・ヴェンジャンス』（原題）が公開され、ウィゾーはこの作品で悪役のリントン・キタノ (Linton Kitano) を演じた。2016年10月には、ウィゾーとセステロが映画『ベスト・悪友』に主演することが発表された。この作品はセステロが脚本を書き、ロサンゼルスで秘密裏に撮影された。2017年9月4日にプリンス・チャールズ・シネマで初公開された後、第1巻が2017年3月30日、第2巻が同年6月1日に公開された。
2019年2月はじめ、『ザ・ルーム』がプリンス・チャールズ・シネマで上映される直前に、ウィゾーは監督第2作『ビッグ・シャーク』（原題）のティーザー広告を発表した。トレイラーにはウィゾー、セステロ、イザイア・ラボーデ (Isaiah LaBorde) と巨大なサメが登場する。公開後の質問コーナーで、セステロは2019年9月に映画を公開する予定だと発言したが、製作はこれまでに完了しなかった。ウィゾーはセステロと共に、UFO映画にも主演する予定である。

### テレビ番組制作
2008年、ウィゾーはテレビ番組『ザ・ネイバーズ』（原題）のパイロット作品を制作し、自身も出演した。トレイラーではオフィスを舞台にした一連の動画が公開された。トレイラーと2015年の『ザ・ルーム』上映会での告知が掲載された番組のウェブサイトには、2015年3月に複数のメディアで配信される予定だと書かれていた。最初の4話は、Huluで2015年3月14日に公開され、追加2話が2ヶ月後の5月26日に公開された。
2009年には『ティム・アンド・エリック・オーサム・ショー, グレイト・ジョブ!』（原題、エピソード「トミー」"Tommy"）にゲスト出演し、「豚男」"Pigman" と銘打たれた一部をゲスト監督した。ウィゾーがティム・ハイデッカー、エリック・ウェアハイムとの仕事を熱望したことから、2009年にふたりは、ウィゾーのため2シリーズを制作途中であることを明かした。
2010年にはマーク・ウートン監督のコメディ番組『ラ・ラ・ランド』に出演し、モキュメンタリー調のエピソードに出演した。

### インターネット
2011年、ウィゾーはYouTubeのシリーズ作品 Tommy Explains it All（「トミーが全てを説明する」の意）に主演し、『市民ケーン』からキスの技術に至るまで、様々なトピックへの見解を示す動画を作った。2011年にはまた、Machinima.comの "The Tommy Wi-Show" に出演し、『モータル・コンバット』や『ドライバー:サンフランシスコ』なぢのテレビゲームをプレイしている。2019年には、アニメ・ウェブシリーズ "SpaceWorld" のパイロット版に出演した。

## 私生活
ウィゾーは自身の私生活や家族について秘密を貫いている。2017年には「エンターテインメント・ウィークリー」のインタビューで、「私生活は私生活、プロフェッショナルとしての人生はプロフェッショナルとしての人生であるべきだと考えていて、そういう立場にいて、そうする権利がある」"I think private life should be private life, the professional life should be the professional life, and that's where I stand, and I have right [sic] to do that." と答えている。2016年にジェームズ・フランコと受けたインタビューでは、グレッグ・セステロのことを「親友」"best friend"と述べている。2017年12月にハワード・スターンに受けたインタビューでは、流暢なフランス語を披露し、カトリック教徒だと話した。
2020年はじめ、ウィゾーはカナダ司法からドキュメンタリー映画『ルーム・フル・オブ・スプーンズ』の制作陣に対して、55万カナダドルの減収分と20万カナダドルの懲罰的損害賠償を命じられたが、これは作品がウィゾーを否定的に描いているとして、作品の公開を阻止しようとしたためである。

## フィルモグラフィ

### 映画
| 年     | タイトル                                                                                              | 監督 | 製作       | 脚本 | 出演 | 役名                            | 備考                     |
| ------ | --- | ---- | ---------- | ---- | ---- | ------------------------------- | ------------------------ |
| 2003年 | ザ・ルーム The Room                                                                                   | Yes  | Yes        | Yes  | Yes  | ジョニー Johnny                 | デビュー作               |
| 2004年 | Homeless in America                                                                                   | Yes  | Yes        | Yes  | —    | インタビュアー                  | ドキュメンタリー         |
| 2010年 | ザ・ハウス・ザット・ドリップス・ブラッド・オン・アレックス（原題） The House That Drips Blood on Alex | —    | —          | —    | Yes  | アレックス Alex                 | 短編映画                 |
| 2011年 | Bump                                                                                                  | —    | —          | —    | Yes  | リック / Rick                   | 短編映画                 |
| 2015年 | サムライ・コップ2：デッドリー・ヴェンジャンス（原題） Samurai Cop 2: Deadly Vengeance                 | —    | 製作総指揮 | —    | Yes  | リントン・キタノ Linton Kitano  |                          |
| 2016年 | コールド・ムーン Cold Moon                                                                            | —    | —          | —    | Yes  | ロデオ審判員 Rodeo Official     | カメオ出演               |
| 2016年 | Enter the Samurai                                                                                     | —    | —          | —    | Yes  | 本人役 Himself                  |                          |
| 2017年 | ディザスター・アーティスト The Disaster Artist                                                        | —    | —          | —    | Yes  | ヘンリー Henry                  | クレジット無しカメオ出演 |
| 2018年 | ベスト・悪友 Best F(r)iends                                                                           | —    | —          | —    | Yes  | ハーヴィー・ルイス Harvey Lewis |                          |
| TBA    | ビッグ・シャーク（原題） Big Shark                                                                    | Yes  | Yes        | Yes  | Yes  | パトリック Patrick              | ポスト・プロダクション   |
| TBA    | タイトル未定のUFO映画                                                                                 | —    | —          | —    | Yes  | 役名不明                        | プリ・プロダクション     |

### テレビ番組
| 年     | タイトル | 監督 | 製作 | 脚本 | 出演 | 役名                                           | 備考                        |
| ------ | --- | ---- | ---- | ---- | ---- | ---------------------------------------------- | --------------------------- |
| 2009年 | ティム・アンド・エリック・オーサム・ショー, グレイト・ジョブ! （原題）Tim and Eric Awesome Show, Great Job! | Yes  | —    | —    | Yes  | 本人役、豚男 Himself / Pig Man                 | エピソード「トミー」"Tommy" |
| 2010年 | ラ・ラ・ランド La La Land                                                                                   | —    | —    | —    | Yes  | 本人役                                         | エピソード"1.6"             |
| 2015年 | ザ・ネイバーズ The Neighbors                                                                                | Yes  | Yes  | Yes  | Yes  | チャーリー/リッキー・リック Charlie/Ricky Rick | 全7話                       |

### ウェブ番組
| 年           | タイトル                                              | 監督 | 製作 | 脚本 | 出演 | 役名                          | 備考                                                                  |
| ------------ | ----------------------------------------------------- | ---- | ---- | ---- | ---- | ----------------------------- | --------------------------------------------------------------------- |
| 2011〜2012年 | The Tommy Wi-Show                                     | —    | —    | —    | Yes  | 本人役                        |                                                                       |
| 2011年       | Tommy Explains it All                                 | —    | —    | —    | Yes  | 本人役                        |                                                                       |
| 2016年       | ビー・アンド・パピーキャット（原題） Bee and PuppyCat | —    | —    | —    | Yes  | ボス（声の出演） Boss (voice) | エピソード「ドーナツ」"Donut"                                         |
| 2018年       | Nerdist Presents                                      | —    | —    | —    | Yes  | ジョーカー Joker              | "Tommy Wiseau's The Dark Knight" "Tommy Wiseau's Joker Audition Tape" |
| 2019年       | SpaceWorld                                            | —    | —    | —    | Yes  | TX（声の出演）                |                                                                       |

### ミュージック・ビデオ
| 年     | タイトル      | アーティスト       |
| ------ | ------------- | ------------------ |
| 2018年 | "Role Models" | ジ・アーメッド     |
| 2018年 | "Scary Love"  | ザ・ネイバーフッド |

## 受賞とノミネート
| 年     | 作品                                           | 賞 | 部門                                                                                       | 結果 | 脚注   |
| ------ | ---------------------------------------------- | --- | ------------------------------------------------------------------------------------------ | ---- | ------ |
| 2004   | ホームレス・イン・アメリカ Homeless in America | ニューヨーク国際独立映画・ビデオ祭（原題） New York International Independent Film and Video Festival                                         | 最優秀社会ドキュメンタリー賞（LAフェスティバル） Best Social Documentary (L.A. Festival)   | 受賞 |        |
| 2004年 | ザ・ルーム The Room                            | ニューヨーク国際独立映画・ビデオ祭（原題） New York International Independent Film and Video Festival                                         | 観客賞：長編映画部門（マイアミ・フェスティバル） Audience Award – Feature (Miami Festival) | 受賞 | [ 62 ] |
| 2010年 | N/A                                            | アイヴォリー・タワー（ハーバード大学テレビ）：今年の映画製作者 Harvard's Ivory Tower (Harvard Undergraduate Television) Filmmaker of the Year | N/A                                                                                        | 受賞 | [ 62 ] |